# De quantitate animae

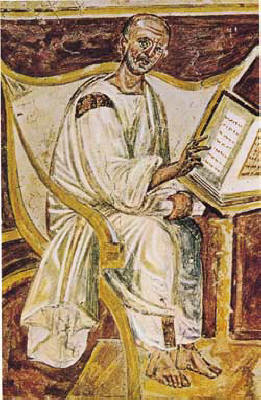
Agostinho, afresco de Latrão, século VI

De quantitate animae (latim; alemão: "Sobre a grandeza da alma") é um diálogo filosófico-teológico escrito por Agostinho de Hipona em 387 durante sua estada em Milão, logo após sua conversão. 
A obra, que também trata da imaterialidade da alma, é um exame de Tertuliano, que ensinou uma corporeidade ou corporalidade da alma. Agostinho, por outro lado, defende uma estrita incorporeidade da alma humana. 

## Conteúdo
No seu tratado De imortalitate animae, Agostinho tentou provar a imortalidade da alma apontando para a sua participação nas "verdades eternas". Aqui ele vai um passo além: tenta provar a imaterialidade da alma apontando para o fato de que a alma também pode perceber coisas imateriais, como os objetos da matemática. Ele também tenta provar a inexpansão ou incorporeidade da alma humana. Nesse sentido, ele se diferencia nitidamente de Tertuliano, que ensinava a corporeidade ou corporeidade da alma. 

## Edições de texto
- Illuminierte Handschrift. Grünhain 13./14. Jahrhundert.  Hrsg. Deutsche Forschungsgemeinschaft. Thüringer Universitäts- und Landesbibliothek Jena.
- De quantitate animae. In: Jacques-Paul Migne (Hrsg.): Patrologia Latina. Documenta Catholica Omnia, Volltext, pdf
- Die Größe der Seele. De quantitate animae liber unus. Deutsch von Carl Johann Perl. Paderborn: Schöningh 1960.

## Literatura
- Rudolf Schneider: Seele und Sein. Ontologie bei Augustinus und Aristoteles. Stuttgart 1957.
- Jérôme Lagouanère: Le De quantitate animae d’Augustin, un dialogue philosophique?, in: Zeitschrift für Antike und Christentum. Bd. 23/2. 2019. S. 252–287.